# When You're Gone (canción de Avril Lavigne)
«When You're Gone» —en español: «Cuando te vas»— es el segundo sencillo del álbum The Best Damn Thing de la cantante canadiense Avril Lavigne. Fue lanzado el 20 de junio de 2007.
El video fue dirigido por Marc Klasfeld y fue estrenado en Canadá el 6 de junio de 2007 por MuchMusic. Posteriormente se estrenó el 21 de junio del mismo año por TRL en Estados Unidos. El video musical fue subido oficialmente en YouTube el 3 de octubre de 2009 acumulando 534 millones de visitas hasta la fecha.
En México se estrenó el 9 de julio por MTV Latinoamérica. Logró llegar al puesto 26 del especial Los 100 + pedidos del 2007 de la señal mexicana, a pesar de nunca haber llegado al primer lugar.
Mundialmente la canción logró vender 4 793 000 copias, además estuvo entre las 30 canciones más vendidas de 2007 ocupando el puesto #27.

## Créditos
- Avril Lavigne – Voz principal

## Lista de canciones
Japanese single CD
1. «When You're Gone» (versión del álbum)
2. «When You're Gone» (versión instrumental)
3. «Girlfriend» (versión japonesa)

UK CD 1/Francia
1. «When You're Gone» (versión del álbum)
2. «Girlfriend (remezcla de Dr. Luke)» (con Lil Mama)

UK CD 2/Australia/Taiwán
1. «When You're Gone» – 3:57
2. «Girlfriend (remezcla de Dr. Luke)» – 3:25
3. «Girlfriend» (mezcla de Submarines' Time Warp 66) – 3:12
4. «When You're Gone» (vídeo) – 4:08

## Posicionamiento en listas
| Listas (2007)                       | Mejor posición |
| ----------------------------------- | -------------- |
| Alemania (Official German Charts)   | 17             |
| Australia (ARIA)                    | 4              |
| Austria (Ö3 Austria Top 40)         | 10             |
| Bélgica (Ultratop 50) Flanders      | 31             |
| Bélgica (Ultratop 50) Wallonia      | 2              |
| Canadá (Canadian Hot 100)           | 8              |
| Canadá AC (Billboard)               | 8              |
| Canadá CHR/Top 40 (Billboard)       | 5              |
| Dinamarca (Tracklisten)             | 31             |
| Escocia (Official Charts Company)   | 2              |
| Eslovaquia (Radio Top 100)          | 11             |
| Estados Unidos (Billboard Hot 100)  | 24             |
| Estados Unidos (Adult Top 40)       | 10             |
| Estados Unidos (Adult Contemporary) | 30             |
| Estados Unidos (Mainstream Top 40)  | 9              |
| Europa Digital Songs (Billboard)    | 4              |
| Francia (SNEP)                      | 17             |
| Irlanda (IRMA)                      | 4              |
| Italia (FIMI)                       | 4              |
| Japón (Oricon)                      | 83             |
| Nueva Zelanda Hot Singles (RMNZ)    | 26             |
| Países Bajos (Dutch Top 40)         | 2              |
| Países Bajos (Single Top 100)       | 57             |
| Reino Unido (UK Singles Chart)      | 3              |
| República Checa (Rádio Top 100)     | 3              |
| Rumania (Airplay 100)               | 69             |
| Suecia (Sverigetopplistan)          | 8              |
| Suiza (Schweizer Hitparade)         | 14             |
| Ucrania Airplay (Tophit)            | 1              |

| Listas (2007)                     | Mejor posición |
| --------------------------------- | -------------- |
| Alemania (Official German Charts) | 84             |
| Australia (ARIA)                  | 33             |
| Austria (Ö3 Austria Top 40)       | 41             |
| Canadá (Canadian Hot 100)         | 25             |
| Estados Unidos (Adult Pop Songs)  | 34             |
| Francia (SNEP)                    | 157            |
| Líbano (Lebanese Top 20)          | 87             |
| Reino Unido (UK Singles Chart)    | 54             |
| Suiza (Schweizer Hitparade)       | 49             |

## Certificaciones
| País           | Organismo certificador | Certificación | Ventas certificadas | Ref    |
| -------------- | ---------------------- | ------------- | ------------------- | ------ |
| Australia      | ARIA                   | Platino       | 70 000              | [ 41 ] |
| Brasil         | Pro-Música Brasil      | Platino       | 100 000             | [ 42 ] |
| Canadá         | Music Canada           | Oro           | 20 000              | [ 43 ] |
| Estados Unidos | RIAA                   | 2x Platino    | 2 000 000           | [ 44 ] |
| Japón          | RIAJ                   | Oro           | 100 000             | [ 45 ] |
| Reino Unido    | BPI                    | Plata         | 352 000             | [ 47 ] |